# 오가타 류이치
오가타 류이치(緒方龍一, 1985년 12월 17일 ~ )는 일본의 가수, 댄서이다. 그룹 w-inds.의 멤버이며, 댄스&코러스, 랩을 담당하고 있다. 2013년 3월 3일 베이시스트 Ryuki와 인디밴드 The John's Guerrilla의 Leo와 함께 All city steppers를 결성, 보컬과 기타를 담당하고 있다.

## 프로필
- 생년월일: 1985년 12월 17일
- 별자리: 사수자리
- 출신지: 일본 홋카이도 삿포로시
- 가족구성: 오가타 메이지(아버지, 기타리스트), 어머니, 오가타나 마나미(누나)
- 취미, 특기: 댄스, 기타연주, 낚시, 작곡 등
- 좋아하는 음식: 전부 좋아함
- 좋아하는 아티스트: EARTH WIND&FIRE, The Beatles, Eagles, Eric Clapton, NIRVANA, Red Hot Chili Peppers, Limp Bizkit, OASIS, ABBA, Marilyn Manson
- 좋아하는 음악: HIP-HOP, HOUSE, SOUL
- 좋아하는 말: 신용, 노력, 고마워요(일본어: ありがとう)
- 좋아하는 과목: 과학
- 존경하는 사람: 노력하고 있는 사람 모두
- 학력: 릿시샤 고등학교 졸업

## 개략
- 1997년에 류이치의 누나가 응모한 CM 오디션에 참가하여 댄스스쿨의 동기인 치바 료헤이와 같이 특기생으로 스카웃되어, 레슨을 받기 시작하였다.
- 2000년에는 도쿄로 상경하여 타치바나 케이타, 치바 료헤이와 그룹 윈즈(w-inds.)를 결성하여 거리 공연을 하기 시작하였고, 2001년에 데뷔하였다.
- 주로 윈즈 내에서는 댄스와 코러스를 담당하지만, 싱글곡 《Because of you》에서 랩을 담당하기 시작하였다.
- 또한 가끔씩 보컬도 담당하는데, 싱글곡 《SUPER LOVER~I need you tonight~》, 앨범 《THANKS》에서는 2곡의 보컬을 담당했었다.
- 라이브에서는 맨처음으로 자기소개를 할 때가 많고, 곡 중간의 MC에서는 중심적인 역할을 해내기도 한다.
- 아버지의 영향으로 기타를 연주하고 있으며, 라이브 때 무대에서 연주하기도 한다.
- 또한 애완동물로 부엉이를 기르고 있다.
- 2008년 9월 23일에는 도쿄 요요기 경기장에서 라이브 리허설 때 왼쪽 발목의 인대를 다쳐서 진통제로 응급 처치를 받아 약 1시간 늦게 공연을 완수 하기도 했었다.

## 자작곡
라이브, 팬클럽 이벤트 때 자신이 만든 자작곡을 공개하기도 한다. 그러나, 현재 공식적으로 CD앨범을 발매하지 않고 있다.
- Energy (2004년)

w-inds.의 라이브 콘서트《w-inds."PRIME OF LIFE" Tour 2004》에서 공개한 곡이다.
- from I (2005년)

w-inds.의 팬클럽 이벤트에서 공개한 곡이다.

## 관련 사이트
- (일본어) 공식 블로그
- (일본어) 오가타 류이치 - X